# جياشينغ
جياشينغ (بالصينية: 嘉兴市 )‏ هي مدينة على مستوى محافظة، في جمهورية الصين الشعبية، تتبع تشيجيانغ، تبلغ مساحتها 3,915 كيلومتر مربع، رمزها البريدي هو 314000.

## الموقع
تشترك في الحدود مع:
- سوجو.

## مدن توأم
المدن التوأم:
- هاله
- بانباري.

## التقسيمات الإدارية
- Nanhu, Jiaxing [الإنجليزية]‏
- Xiuzhou, Jiaxing [الإنجليزية]‏
- Jiashan County [الإنجليزية]‏
- مقاطعة هايان  [لغات أخرى]‏
- مدينة هاينينغ [الإنجليزية]‏
- بنغهو
- هانغتشو  [لغات أخرى]‏.

## أعلام
- شينغ شين تشيرن
- وانغ هويوو
- دينغ دانق